# Psary (gmina)
Psary – gmina wiejska w Polsce położona w Zagłębiu Dąbrowskim, w województwie śląskim, w powiecie będzińskim. W latach 1975–1998 gmina administracyjnie należała do województwa katowickiego. Siedziba gminy to Psary.
Gmina Psary leży w północnej strefie Górnośląskiego Okręgu Przemysłowego. Otoczona jest wyspowymi wzgórzami triasowymi, a w części centralnej rozciąga się Kotlina Psarska. Gmina Psary utworzona jest z 10 sołectw: Psary, Sarnów, Dąbie (z wsiami Dąbie Chrobakowe), Preczów, Gródków, Góra Siewierska, Goląsza (miejscowości: Brzękowice Górne i Goląsza Górna, Dąbie Górne , Dąbie ul. Kościelna ), Brzękowice (miejscowości: Goląsza Dolna, Brzękowice Dolne i Brzękowice-Wał), Malinowice, Strzyżowice. Dużą zaletą gminy jest sąsiedztwo dużych miast: Sosnowca, Dąbrowy Górniczej, Będzina.

## Struktura powierzchni
Według danych z roku 2002 gmina Psary ma obszar 45,98 km², w tym:
- użytki rolne: 73%
- użytki leśne: 13%

Gmina stanowi 12,49% powierzchni powiatu.
Największym bogactwem naturalnym gminy są lasy. W planach zagospodarowania gminy myśli się o powiększeniu ich powierzchni, jak również wprowadzeniu w teren zabudowy rekreacyjnej.

## Demografia
Dane z 30 czerwca 2004:
| Opis                              | Ogółem | Ogółem | Kobiety | Kobiety | Mężczyźni | Mężczyźni |
| --------------------------------- | ------ | ------ | ------- | ------- | --------- | --------- |
| jednostka                         | osób   | %      | osób    | %       | osób      | %         |
| populacja                         | 11 086 | 100    | 5779    | 52,1    | 5307      | 47,9      |
| gęstość zaludnienia (mieszk./km²) | 241,1  | 241,1  | 125,7   | 125,7   | 115,4     | 115,4     |

W przeważającej części ludność gminy stanowią rodziny robotnicze. Największym atutem gminy jest fakt, że około 35% mieszkańców to ludzie do 25 roku życia.

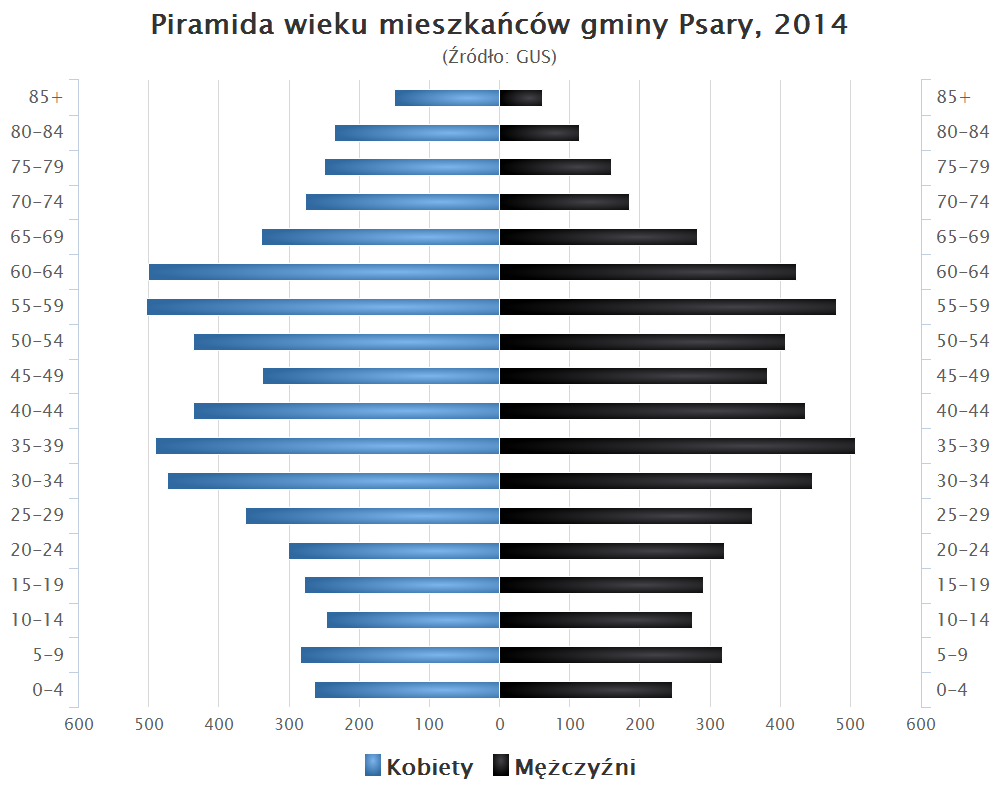
Piramida wieku mieszkańców gminy Psary w 2014 roku

## Klimat
Klimat gminy nie posiada właściwości, które w znacznym stopniu różniłyby go od klimatu całej Polski. Suma rocznych opadów wynosi około 600 mm. Klimat charakteryzuje się małą ilością wiatrów. Mają one przeważnie kierunek południowo-zachodni.

## Miejscowości
Miejscowości niebędące sołectwami:
Brzękowice Dolne, Dąbie Chrobakowe, Dąbie Górne, Gajówka Łagisza, Goląsza Biska

## Sąsiednie gminy
Będzin, Bobrowniki, Dąbrowa Górnicza, Mierzęcice, Wojkowice